# Aloe bella
Aloe bella ist eine Pflanzenart der Gattung der Aloen in der Unterfamilie der Affodillgewächse (Asphodeloideae). Das Artepitheton bella stammt aus dem Lateinischen und bedeutet ‚schön‘.

## Beschreibung

### Vegetative Merkmale
Aloe bella wächst stammlos oder kurz stammbildend, sprosst und bildet dichte Gruppen. Die Triebe sind niederliegend. Die deltoiden, spitze und ziemlich sichelförmigen Laubblätter bilden Rosetten. Die rosabräunliche Blattspreite ist bis zu 50 Zentimeter lang und 11 Zentimeter breit. Die roten Zähne am roten, knorpeligen Blattrand sind 2 Millimeter lang und stehen etwa 20 Millimeter voneinander entfernt.

### Blütenstände und Blüten
Der Blütenstand besteht aus bis zu fünf Zweigen und erreicht eine Länge von bis zu 100 Zentimeter. Die dichten, konischen bis fast kopfigen Trauben sind 6 bis 11 Zentimeter lang. Die deltoid-spitzen Brakteen weisen eine Länge von 8 bis 10 Millimeter auf und sind 4 Millimeter breit. Die leuchtend, zur Mündung hin grün werdenden Blüten stehen an 6 bis 7 Millimeter langen Blütenstielen. Die Blüten sind 27 Millimeter lang und an ihrer Basis gerundet. Auf Höhe des Fruchtknotens weisen die Blüten einen Durchmesser von 8 bis 9 Millimeter auf. Darüber sind sie zur Mündung leicht verengt. Ihre äußeren Perigonblätter sind auf einer Länge von 7 bis 9 Millimetern nicht miteinander verwachsen. Die Staubblätter und der Griffel ragen 3 bis 6 Millimeter aus der Blüte heraus.

## Systematik und Verbreitung
Aloe bella ist in Somalia auf steinigen Küstenebenen und Kalkplateaus in Höhen von etwa 30 Metern verbreitet.
Die Erstbeschreibung durch Gordon Douglas Rowley wurde 1974 veröffentlicht. Ein Synonym ist Aloe pulchra Lavranos (1973, nom. illeg. ICBN-Artikel 53.1).

## Nachweise